# Virsulahti
Virsulahti är en sjö i kommunen Lieksa i landskapet Norra Karelen i Finland. Arean är 42 hektar och strandlinjen är 4,01 kilometer lång. Sjön  ingår i Vuoksens huvudavrinningsområde.   Den ligger omkring 77 kilometer norr om Joensuu och omkring 430 kilometer nordöst om Helsingfors. 
I sjön finns ön Lontsinsaari. 